# Dihelus niger
Dihelus niger là một loài tò vò trong họ Ichneumonidae.